# Teorema di Meusnier
In geometria differenziale, il teorema di Meusnier mette in relazione la curvatura di una superficie con la curvatura di una curva in essa contenuta.

## Curvature normali
Siano date una superficie {\displaystyle \Sigma } differenziabile e una curva {\displaystyle \alpha :I\longrightarrow \Sigma } regolare sulla superficie stessa. Allora sono definiti i campi di versori normali, {\displaystyle {\hat {n}}_{\Sigma }} della superficie e {\displaystyle {\hat {n}}_{\alpha }} della curva, generalmente non coincidenti.
Allora è possibile definire la curvatura normale della superficie {\displaystyle k} nella direzione della curva {\displaystyle \alpha } rispetto al campo di versori {\displaystyle {\hat {n}}_{\alpha }} e la curvatura della curva {\displaystyle k_{\alpha }}. Il teorema di Meusnier asserisce che la curvatura della superficie nella direzione della curva {\displaystyle \alpha } e la stessa curvatura della curva sono legate dalla relazione:
{\displaystyle k=k_{\alpha }\cdot ({\hat {n}}_{\Sigma }\cdot {\hat {n}}_{\alpha })}
In questo senso le curvature normali della superficie sono le curvature delle curve tagliate dai piani normali alla superficie in un determinato punto.
In maniera più semplice dice che Il raggio di curvatura di una sezione piana obliqua la cui normale
formi con la normale alla superficie un angolo gamma è pari al raggio di curvatura della sezione normale avente la stessa tangente moltiplicato per il coseno di gamma.